# 瑪拉·候賽因
瑪拉·候賽因（出生名為：Mawra Hussain，1992年9月28日—）是巴基斯坦女演員及模特兒，主要出現在巴基斯坦電視連續劇及電影。
瑪拉在巴基斯坦南部城市卡拉奇出生，但在首都伊斯兰堡長大。她的姐姐烏瓦·候賽因（Urwa Hocane）亦是一名電視劇女演員。瑪拉的姓氏是「候賽因」（Hussain）但她和姐姐工作上使用「Hocane」的串法，因為這串法獨特。瑪拉演出的電視連續劇《Aahista Aahista》、《Ik Tamanna Lahasil Si》和《Nikhar Gaye Gulab Sare》等使她成為巴國最受歡迎的女演員之一。她在2016年也開始在印度寶萊塢發展。瑪拉的首部寶萊塢作品是2016年上映的愛情電影《Sanam Teri Kasam》。
2019年3月，她在英国伦敦大学毕业，获得法学士学位。

## 外部連結
- 瑪拉·候賽因在互联网电影资料库（IMDb）上的資料（英文）
- 瑪拉·候賽因的Instagram帳戶